# محمد نجدة شهيد
محمد نجدة راجي شهيد (31 مارس 1953 - ) دبلوماسي ومترجم سوري. عمل دبلوماسياً في البعثة الدائمة للجمهورية العربية السورية لدى الأمم المتحدة في نيويورك منذ العام 1981، وشغل منصب المقرر في اللجنة الخاصة بإنهاء الاستعمار من العام 1989 حتى العام 1992. تولى منصب القنصل العام للجمهورية العربية السورية في كل من جدة وبنغازي وغازي عنتاب. عُين وزيراً مستشاراً في سفارة الجمهورية العربية السورية في الخرطوم، ووزيراً مفوضاً في سفارات الجمهورية العربية السورية في عمان وبرلين وبلغراد. كما شغل منصب مدير إدارة الدراسات والترجمة في وزارة الخارجية والمغتربين. اهتم بعد انتهاء عمله الدبلوماسي بترجمة قصص الأطفال وصدر له عدة أعمال عن الهيئة العامة السورية للكتاب ومؤسسة هنداوي. يعمل أيضاً كتُرجمان محلَّف لدى وزارة العدل في مدينة دمشق.

## النشأة
ولد شهيد في حلب شمال سورية في العام 1953 ودرَس في جامعة دمشق بكلية الآداب قسم اللغة الإنكليزية، وتخرَّج فيها في العام 1978. كما حصل على درجة الماجستير في العلاقات العامة من جامعة سينت جونز في نيويورك في العام 1985.

السفير ضياء الله الفتال في مجلس الأمن، في 26 أكتوبر 1983، ويظهر شهيد في الصف الثاني.

## أوراق بحثية
شارك شهيد في الندوة الوطنية للترجمة المقامة من قبل الهيئة العامة السورية للكتاب للعام 2024 بورقة بحثية بعنوان "هيمنة اللغة الإنجليزية وأثرها في المثاقفة"، تناول فيه الأفكار التالية :
"تعرف البشر من خلال اللغة على العديد من الحضارات القديمة وتاريخها كالحضارة السومرية والمصرية والبابلية، إذ دُونت تلك الحضارات من خلال رسومات وكتابات وجدت على جدران آثارها حفظت اللغة هويتها، ولولاها لاندثرَ تاريخهم مع أفول حضاراتهم، وشكلت الترجمة، آلية اعتمدتها الشعوب على مدى العصور للتواصل الحضاري والثقافي للتعريف بتراثها وآدابها وتقاليدها. فالشعوب غير متطابقة ثقافياً، ولكلِّ شعب خصوصيته تمايزه عن غيره".
"إن الاحتفال بيوم اللغة الإنكليزية يجري في الثالث والعشرين من نيسان من كل عام، ويُعتبر أيضًا عيد ميلاد وتاريخ وفاة الشاعر والكاتب المسرحي العالمي وليم شكسبير حيث تُشكل أعماله أول استخدام مسجل لأكثر من 1700 كلمة في اللغة الإنكليزية، واخترع العديد منها الكاتب المسرحي نفسه. ويُرَّوج الاحتفال لتاريخ وثقافة اللغة الإنكليزية كلغة هجينة ترتبط بغيرها من اللغات ومكوَنة من مزيجٍ يضم عناصر لاتينية وألمانية ورومانية، ويُمكن تتبع أصولها إلى حوالي عام 450 بعد الميلاد عندما غزت بريطانيا قبائل أنكلو ساكسونية من الشعوب الجرمانية أثناء الاحتلال الروماني، وجاءت في الأصل من منطقة شمال ألمانيا والدنمارك الحالية. جلبت القبائل الجرمانية لغتها الخاصة معها، وتطورت في النهاية إلى ما نسميه الآن اللغة الإنكليزية القديمة".
"كان الاستعمار البريطاني أحد الأسباب الرئيسية لهيمنة اللغة الإنكليزية في العالم، لأن بريطانيا في صورة الإمبراطورية الاستعمارية التي لا تغيب عنها الشمس، كانت تحكم ثلث مساحة العالم يقطنها ربع سكان العالم، فكان الاستعمار كفيلاً بفرض الإنكليزية لغة وثقافة في تلك البقاع الشاسعة. في الواقع، حين فرضتْ بريطانيا سطوتها الاستعمارية على العالم، حرصتْ على فرض ثقافتها أيضاً وعلى رأسها الكاتب وليم شكسبير باتت أشعاره وأعماله المسرحية مقرراً إلزامياً في كل المستعمرات حتى عمّت شهرته الآفَاق لدرجة أنّ عدم الإلمام بحبكة إحدى مسرحياته يُعَدُّ في الغالب مدعاة للشعور بالحرج، وحتى بعد أن نالت الدول استقلالها في جميع أنحاء العالم، سعت بريطانيا لتصدير الثقافة الإنكليزية عبر اللغة، عن طريق إنشاء رابطة دول الكومنولث عام 1931، كرابطة ثقافية سياسية بامتياز، تضم كل الدول المستعمرة في الماضي، في الواقع هناك أشياء كثـيرة للاهتمام حول خصوصيات اللغة الإنكليزيـة حيث يرى فيها الكثيـرون وسيلة مفضلة للتواصل عبر الثقافات العالمية، فهي تتميز بالمرونة المتمثلـة في التنوع الكبير في المفردات وتزداد يوماً بعد يوم مع توسع العولمة، كما أن ظهور الإنترنت ساهم في العديد من الإضافات الجديدة ذاتها، وكذلك الاختراعات والتقنيات الجديدة الأخرى، حيث يُقدِّر المجلس الثقافي البريطاني عدد الناطقين باللغة الإنكليزية بحوالي ملياري شخص، أي ما يقرب من ربع سكان العالم، منهم فقط حوالي 400 مليون شخص يتحدثونها كلغة أم، كونها تحتوي على العديد من اللهجات الإقليمية، مثل الإنكليزية البريطانية، والإنكليزية الأمريكية، والإنكليزية الأسترالية، وما إلى ذلك، ولكل منها تعبيراتها ومصطلحاتها الخاصة".
“ سعت بريطانيا إلى تصدير الثّقافة الإنكليزية عبر اللغة، عن طريق إنشاء رابطة دول “الكومنولث” عام 1931، وهي رابطة ثقافيّة سياسية بامتياز، تضمّ كلّ الدّول التي استعمرتها في الماضي، وقدمت، ضمن أمور أُخرى، عرضاً بإلغاء الدّين العام على هذه الدّول مقابل ضمان حكوماتها حماية اللغة الإنكليزية وتفوّقها، كما ساهمت العولمة في هيمنة اللغة الإنكليزية التي تُلغي الخصوصية اللغوية والهويّة الثّقافية والشّخصية الحضارية للأمم، وتروّج لأسطورة الثّقافة العالمية الواحدة ودمج سكّان العالم في مجتمع عالمي واحد، أو قرية صغيرة، وتسعى عن قصد أو من دون قصد إلى محاولة إلغاء خصوصيات الثّقافات، كذلك ساهمت أشهر الجامعات الأوربية والأمريكية مثل “أوكسفورد” و”كامبريدج” في تعزيز هيمنة اللغة الإنكليزية، واليوم نجد للغة الإنكليزية قوّة تؤثّر في شكل ومضمون الثّقافات والمجتمعات على نطاق عالمي، وتعزز الهيمنة الغربية وتهمَّش وجهات النّظر غير الغربية، ما أدّى إلى إمبريالية ثقافيّة مرتبطة بهيمنة اللغة الإنكليزية”.
" إن عملية المثاقفة ظهرت مع ظاهرة الاستعمار عرفتها دول العالم الثالث، وظهور الحركات التحررية كونها حاولت التصدي للمستعمر ومقاومته بكل الوسائل المتوفرة لديها. ويقول عالم النفس الكندي جون باري المعروف بعمله في مجال تكيَّف المهاجرين والشعوب الأصلية بعد الاتصال بين الثقافات، في المجال نفسه أنَّ العملية يُمكن أن تُسفر عن أربعة نتائج مُمكنه: أهمِّها: الذوبان والانصهار ويتمثَّل في التخلي عن الهوية الثقافية الأصلية وتبني الثقافة المهيمنة، والتهميش الثقافي: وهو التخلي عن الثقافة الأصلية دون الأخذ من الثقافة المهيمنة، والانفصال الثقافي: يكون بالتمسك بالهوية الثقافية الأصلية وترك الثقافة المهيمنة، إضافة إلى الاندماج الثقافي: ويعتمد للتمسك بالثقافة الأصلية والتعامل مع الثقافة المهيمنة".
"إن الترجمة تعتبر إحدى أهمِّ وسائل المثاقفة لأنَّها تؤدي إلى استيعابِ أكبر قدر مُمكن من المعارف الإنسانية، واكتساب خبرات الآخرين وجعلها أداة في التطور والارتقاء والمنافسة ثم العطاء الحضاري الثري، كما أنَّها تشكل مفتاحاً تتفادى به الأمم الانغلاق الفكري من جهة، وتتخلص من خلاله من التبعية المطلقة المُفضية إلى الذوبان في الآخر من جهة أخرى. فالترجمة فعل تواصل بين الثقافات، ودائماً ما تنطوي على كل من اللغة والثقافة حيث تُعَّبر عن الواقع الثقافي وتشكّله على حد سواء. هنا تصبح الترجمة بمثابة رديف لعملية المثاقفة على اعتبار أن النص المُترجم قادر على تحقيق الاعتراف الثقافي، عكس الإلغاء الثقافي للآخر، ولواقعه".
"إن هيمنة اللغة الإنكليزية تواجه تحديات حقيقية، ولكنّها ليست كافية فيما يبدو للحدّ من سطوتها، من صعود قوى عالمية أخرى كالصّين، وتحدّث المزيد من سكان العالم اللغة الصينية أو الإسبانية، والابتكارات التكنولوجية التي تعمل على تقليص الحواجز اللغوية، والجهود المبذولة للحفاظ على اللغات الوطنية وتعزيزها، وأنّماط الدّيمغرافية المتغيّرة، وتكنولوجيا التّرجمة المحُوسبة، وانتشار اللغات الهجينة كما في الهند وغيرها، ويبدو أنّ هذه الهيمنة آمنة في الوقت الحالي، ولا تَظَهر أي علامات على تراجع هيمنتها أو استبدالها بلغة مشتركة أخرى في أي وقت قريب، فهي، مثلها مثل بعض اللغات الأُخرى، تتغير باستمرار وتتكيف مع الاحتياجات الجديدة في عالم تحكمه العولمة”.
“في الأمد الأبعد، قد يحدث أي شيء، فالعالم يتغيرُ باستمرار، وقد تؤدي التّحديات التي تُواجه اللغة الإنكليزية، إلى زوال هذه الهيمنة بمرور الوقت، وإلى شروق مستقبل يشهد تعزيز التّعددية اللغوية بشكلٍ تصبح فيه اللغة الإنكليزية واحدة من لغات عدّة مهمة في أنحاء عالم يقوم على الاعتراف بحق الشّعوب في الحفاظ على ثراء تراثها اللغوي والثّقافي، وعلى التّعايش في ضوء التّنوع والاختلاف والتّعددية والخصوصية الثّقافية".

## الأعمال المترجمة
1- ألوان من قصص الأطفال في الأدب العالمي، مؤسسة هنداوي، القاهرة، 2021.
2- قصص عالمية، الهيئة العامة السورية للكتاب، دمشق، 2023.